# Лисенко Віталій Пилипович
Лисенко Віталій Пилипович (11 лютого 1950 року в с. Мліїв Городищенського району Черкаської області) — заслужений працівник освіти України, доктор технічних наук, профессор, завідувач кафедри автоматики та робототехнічних систем імені академіка І. І. Мартиненка Національного університету біоресурсів і природокористування України.

## Біографія
Народився 11 лютого 1950 року в с. Мліїв Городищенського району Черкаської обл. Освіта вища, інженер-електрик, закінчив факультет електрифікації с.г. Української ордена Трудового Червоного Прапора сільськогосподарської академії в 1972 році. У 1979 р. році захистив кандидатську дисертацію за спеціальністю 05.13.07 — Автоматизація процесів керування на тему «Розробка та дослідження схем та технічних засобів для електричної зарядки та автоматичного розпилювання аерозолей лікарських препаратів птахівничих комплексів». Вчене звання доцента отримав у 1983 році. Тривалий час працював на посаді начальника навчальної частини Національного аграрного університету, очолюючи при цьому кафедру обчислювальної техніки і інформатики. З 2002 р. — проректор з навчальної та виховної роботи, а з 2010 по 2014 р. — перший проректор з навчальної, наукової і організаційної роботи Національного університету біоресурсів і природокористування України.  
Кафедру автоматизації сільськогосподарського виробництва очолив у 2001 році. За його активної участі оновлені і заново створені 7 навчальних лабораторій, успішно проведена ліцензійна експертиза напрямів підготовки «Автоматизація та комп'ютерно-інтегровані технології», «Комп'ютерні науки» та акредитаційна експертиза спеціальності «Автоматизоване управління технологічними процесами» для підготовки студентів ОКР «Спеціаліст» і «Магістр». Є керівником наукового напряму «Інтелектуальні системи керування біотехнологічними об'єктами аграрного призначення».
Під його керівництвом успішно захищено 8 кандидатських дисертацій (Ботвін В. Л., Болбот І. М., Штепа В. М., Русиняк М. О. , Голуб Б. Л.,Щербатюк В. Л., Дудник А.О, Комарчук Д. С.).
Результати наукових досліджень упроваджені в ряді птахофабрик та тепличних комбінатах промислового типу України, а методичні рекомендації щодо розробок енергоефективних систем схвалені і затверджені науково-технічною радою Міністерства аграрної політики України. За сумлінну багаторічну працю, визначні досягнення у науковій роботі, підготовці фахівців для потреб агропромислового комплексу України нагороджений почесним званням «Заслужений працівник освіти України» — 2004 р., знаком «Відмінник освіти України» — 2006 р., Почесною грамотою Кабінету Міністрів України — 2008 р.

## Творчий доробок
Має 263 публікації, із них — 12 підручників і навчальних посібників, 6 монографій, 15 авторських свідоцтв і патентів, понад 100 наукових статей у фахових виданнях, серед них:
- Кузьменко, Борис Володимирович. Спеціальні розділи вищої математики: Нечіткі множини, нечіткі відношення, нечітка логіка та основи теорії наближених міркувань, двійкові динамічні системи, теорія випадкових функцій і процесів, прикладна теорія катастроф [Текст]: навч. посібник / Борис Володимирович Кузьменко, Віталій Пилипович Лисенко. — К. : Фенікс, 2006. — 416с. : рис. — с. 404—407. — ISBN 966-651-298-X;
- Кузьменко Б. В. Лисенко В. П. Теплове самозаймання паливних сумішей. Монографія. — К.: Фенікс, 2010.- 200 с., ISNB 978-966-651-695-7;

## Відзнаки та нагороди
Він є «Заслужений працівник освіти України» (2004 р,) нагороджений Почесною грамотою Кабінету Міністрів України (2008 р.)